# Ковачич, Иван Горан
Иван Горан Ковачич (хорв. Ivan Goran Kovačić; 21 марта 1913, Луковдол — 13 июля 1943, Фоча) — хорватский поэт и писатель, антифашист.

## Биография
Родился в деревне Луковдол, неподалёку от Врбовско в Горском Котаре. Печатался с 16-летнего возраста. Выступал как поэт, прозаик, критик, переводчик. В 1936 году опубликовал сборник новелл из крестьянской жизни «Дни гнева», который принёс ему широкую известность. В декабре 1942 года вступил в антифашистский партизанский отряд. Самое своё известное произведение, поэму «Яма», Ковачич создал в отряде, который вёл боевые действия против немецких частей и поддерживавших их сербских четников в районе города Ливно (Босния и Герцеговина). «Яма» посвящена памяти погибших от рук фашистов, была издана в 1945 году и переведена на многие европейские языки.
13 июля 1943 года Иван Горан Ковачич погиб в бою с четниками, сборник стихов «Огни и розы» был опубликован уже после его смерти. Поэма «Яма» считается одним из самых значительных произведений хорватской литературы XX века, в СФРЮ она входила в школьную программу. В честь Ивана Горана Ковачича названа библиотека города Карловац, ему установлен ряд памятников.